# Colligis-Crandelain
Colligis-Crandelain é uma comuna francesa na região administrativa de Altos da França, no departamento de Aisne. Estende-se por uma área de 6,53 km². Em 2010 a comuna tinha 242 habitantes (densidade: 37,1 hab./km²).